# Římskokatolická farnost Dobřenice
Římskokatolická farnost Dobřenice je územním společenstvím římských katolíků v rámci královéhradeckého vikariátu královéhradecké diecéze.

## O farnosti

### Historie
Kostel v Dobřenicích existoval již ve 14. století, v roce 1739 byl na jeho místě postaven kostel nový v barokním stylu. Fara byla postavena roku 1771.
Farnost Dobřenice měla sídelního duchovního správce, který byl zároveň excurrendo administrátorem ve farnostech Kratonohy, Libčany a Osice. Téměř čtyřicet let, v letech 1972–2009, jím byl kněz a skaut P. Jan Pazdera (2. března 1928 Řepín–25. ledna 2011 Náchod), po něm farnost převzal v roce 2009 P. Mgr. Viliam Vágner, nejprve jako administrátor, od roku 2021 do 30. června 2023 jako farář. Od druhé poloviny roku 2023 je farnost spravovaná excurrendo z Holohlav.
| Kostel                  | Místo     | Bohoslužba                          | Bohoslužba        | Poznámka     |
| ----------------------- | --------- | ----------------------------------- | ----------------- | ------------ |
| Kostel svatého Klimenta | Dobřenice | neděle pondělí úterý čtvrtek sobota | 17.00 16.00 08.00 | farní kostel |